# Guillaume Creebsburg
Guillaume (Gilly) Creebsburg is een Surinaams dichter en liedschrijver. Hij was in 1998 winnaar van SuriPop en hij schreef het lied dat Suriname uitkoos als inzending voor Carifesta XI in 2013.

## Biografie
Creebsburg kreeg in 1998 landelijke bekendheid, toen hij met zijn lied Efu geme no ben de SuriPop won. Zijn lied werd vertolkt door Patricia van Daal. Naast het album SuriPop X verscheen het in 2012 op de cd Best of SuriPop.
In 2005 organiseerde hij een speciale avond ter ere van beeldhouwer Johan Pinas in Torarica, die hier toen zelf nog bij kon zijn. Creebsburg zelf is naast liedschrijver ook bekend vanwege zijn poëzievoordrachten. Daarnaast treedt hij op als zanger, waaronder in 2017 in de zanggroep The Crew in het Bastion in Nieuw-Amsterdam.
In 2012 kwam hij opnieuw muzikaal in het nieuws, toen zijn inzending het winnende lied werd als deelnemer tijdens Carifesta XI. Er waren veertien kandidaten en Carifesta werd het jaar erop in Suriname gehouden. Zangeres Naomi Sastra, rapper Ori Plet en het Nationaal Koor, geleid door Ramon Williams, werden als vertolkers gekozen.
Voor Ruth Creebsburg-Nortan, Meryll Malone en Debora Swanenberg schreef hij het nummer Yep’ opo a nen fu Sranan dat het trio in 2020 uitbracht op een single. In het lied worden alle Surinamers in de wereld opgeroepen om een bijdrage te leveren aan de wederopbouw van het land. Het trio overhandigde het lied formeel aan Marinus Bee, de voorzitter van De Nationale Assemblee, en Iwan Rasoelbaks, de waarnemend president van het Surinaamse Hof van Justitie.